# Amsterdam-Centrum
Amsterdam Centrum is een stadsdeel van de gemeente Amsterdam in de Nederlandse provincie Noord-Holland. Dit stadsdeel werd ingesteld in 2002. Daarvoor ressorteerde het gebied rechtstreeks onder de Centrale Stad. Het stadsdeel telt 87.310 inwoners per 1 januari 2020 en heeft een oppervlakte van 8,04 km² (waarvan 0,22 km² water). Het stadsdeel wordt bestuurd als bestuurscommissiegebied.
Het centrum is een beschermd stadsgezicht.

## Buurten in stadsdeel Centrum
Onderstaande tabel geeft de buurtindeling met kentallen volgens het Centraal Bureau voor de Statistiek (2008):
- Burgwallen Oude Zijde
- Burgwallen Nieuwe Zijde
- Grachtengordel-West
- Grachtengordel-Zuid
- Nieuwmarkt en Lastage
- Westelijke Eilanden en Gouden Reael
- Haarlemmerbuurt
- Jordaan
- Weteringschans
- Weesperbuurt en Plantage
- Oostelijke Eilanden en Kadijken

| CBS-buurtcode | Buurtnaam                       | Inwonertal | Opp. totaal (ha) | Opp. land (ha) | Ligging                |
| ------------- | ------------------------------- | ---------- | ---------------- | -------------- | ---------------------- |
| BU03630000    | Burgwallen-Oude Zijde           | 3750       | 41               | 35             | Locatie in de gemeente |
| BU03630001    | Burgwallen-Nieuwe Zijde         | 4150       | 76               | 59             | Locatie in de gemeente |
| BU03630002    | Grachtengordel-West             | 8010       | 64               | 50             | Locatie in de gemeente |
| BU03630003    | Grachtengordel-Zuid             | 4150       | 52               | 42             | Locatie in de gemeente |
| BU03630004    | Nieuwmarkt en Lastage           | 8510       | 108              | 71             | Locatie in de gemeente |
| BU03630005    | Haarlemmerbuurt                 | 7360       | 82               | 54             | Locatie in de gemeente |
| BU03630006    | Jordaan                         | 18680      | 96               | 84             | Locatie in de gemeente |
| BU03630007    | De Weteringschans               | 6880       | 65               | 56             | Locatie in de gemeente |
| BU03630008    | Weesperbuurt en Plantage        | 7230       | 86               | 72             | Locatie in de gemeente |
| BU03630009    | Oostelijke Eilanden en Kadijken | 12740      | 135              | 103            | Locatie in de gemeente |

De eerste twee vormen samen de binnenstad van Amsterdam.

## Stadsdeelbestuur

### Dagelijks bestuur
In 2018 is het bestuurlijk stelsel gewijzigd. Voor het eerst heeft het college van Burgemeester en Wethouders in ieder stadsdeel een stadsdeelbestuur (of dagelijks bestuur) benoemd. Amélie Strens (D66), Micha Mos (GroenLinks) en Lotte Terwel (PvdA) vormen het Dagelijks Bestuur. De leden van het dagelijks bestuur zijn benoemd door het college van burgemeester en wethouders. Zij voeren taken en bevoegdheden uit namens het college.

### Stadsdeelcommissie
Naast de door het college van B&W benoemde stadsdeelbestuur is er sinds maart 2018 in ieder stadsdeel ook een stadsdeelcommissie. De stadsdeelcommissies zijn formeel commissies van de gemeenteraad. Sinds maart 2022 is de samenstelling als volgt: 
| Stadsdeelcommissie     | Stadsdeelcommissie |
| ---------------------- | ------------------ |
| Naam                   | Partij             |
| Neeria Oostra          | GroenLinks         |
| Noah Zeevenhoven       | GroenLinks         |
| Suzanne Schaaf         | GroenLinks         |
| Arne Bartelsman        | PvdA               |
| Celia Sluijter         | PvdA               |
| Diederik Brink         | D66                |
| Jeantine van der Feest | D66                |
| Bas van der Sande      | VVD                |
| Donald Kreiken         | VVD                |
| Marcella Perdok        | BIJ1               |
| Michel van Wijk        | Bewoners Amsterdam |

## Project 1012

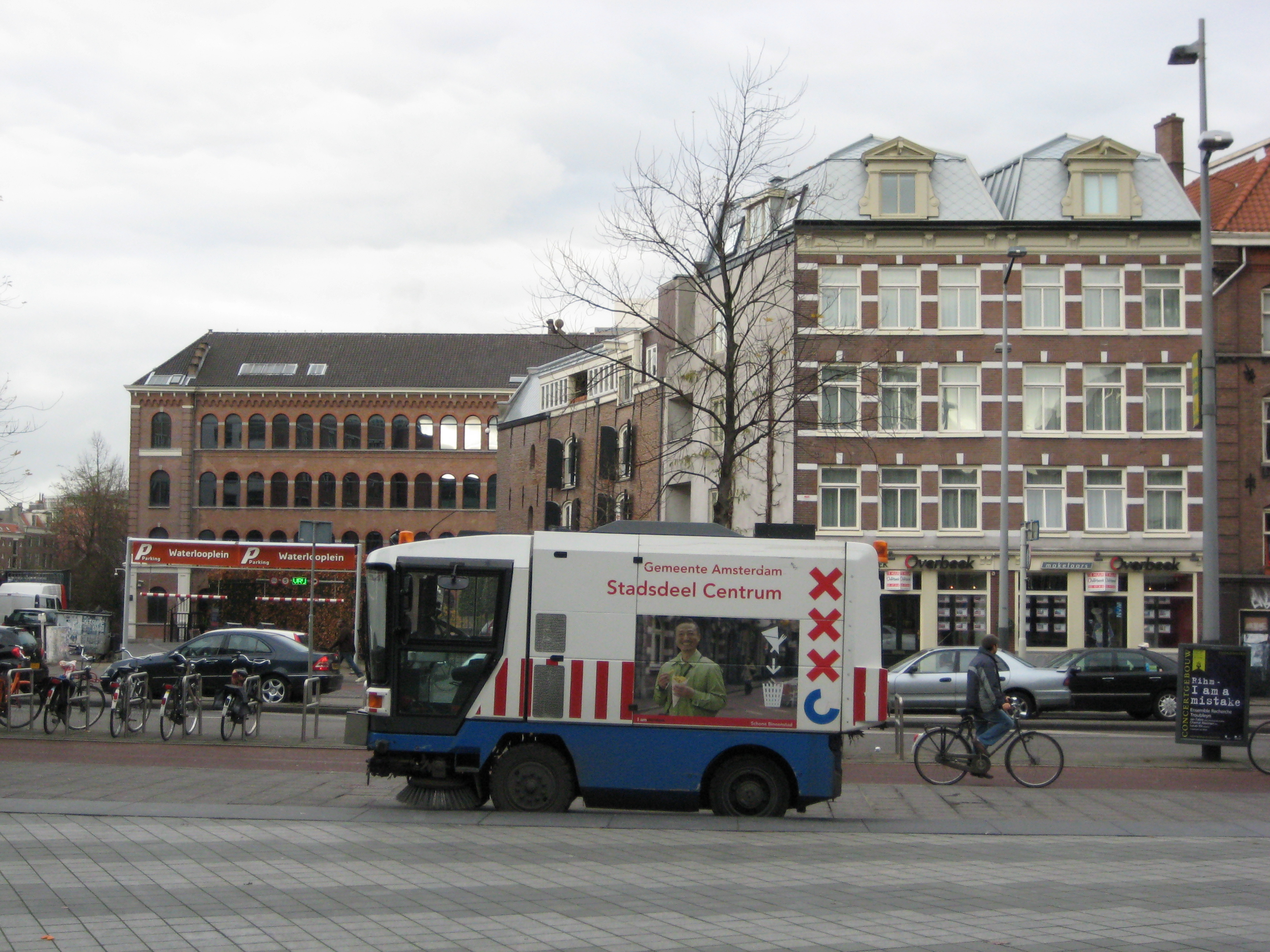
Stadsdeel Amsterdam-Centrum

In de zomer van 2007 is het Coalitieproject 1012 (kortweg Project 1012) van start gegaan. Hierin werken de gemeente en stadsdeel Centrum samen (vandaar het woord coalitie) aan het terugdringen van de criminaliteit en aan de economische opwaardering van het postcodegebied 1012. Het plangebied wordt begrensd door Singel, Amstel, Kloveniersburgwal, Nieuwmarkt, Geldersekade en Prins Hendrikkade, en omvat dus Oudezijde, Nieuwezijde en Nieuwmarkt.
Project 1012 werd in 2018 beëindigd. Er kwam een generieke 'Aanpak overlast binnenstad'. De Amsterdamse rekenkamer concludeerde dat "er successen zijn behaald in het 1012-gebied, maar dat het project niet heeft geleid tot de gewenste economische opwaardering van de oude binnenstad van Amsterdam en een doorbraak van de criminele infrastructuur."